# Alkaiosz (komédiaköltő)
Alkaiosz, Mikkosz fia athéni komédiaköltő volt, akinek művei átmenetet jelentettek az ó- és középkomédia korszaka között. I. e. 388-ban Pasziphaé című műve az ötödik (utolsó) helyet nyerte el egy versenyen. Hét másik darabjának maradt még fenn a címe vagy töredékei, ezek alapján úgy látszik, főleg mitológiai témákat dolgozott fel.
Darabjainak címei:
- Adephai Moikheuomenai („A házasságtörő nővérek”)
- Kallisztó
- Endümión
- Hierosz Gamosz („Szent házasság”)
- Komadotragodia („Komedi-tragédia”)
- Palaisztra
- Panümédész
- Pasziphaé

Fabricius említ egy másik Alkaioszt, egy tragédiaköltőt is. Egyes tudósok szerint ugyanarról a személyről van szó, és tévesen nevezték tragédiaköltőnek, a Komedi-tragédia címének félreolvasása alapján.

## Fordítás
- Ez a szócikk részben vagy egészben  az   Alcaeus (comic poet) című angol Wikipédia-szócikk ezen változatának fordításán alapul.  Az eredeti cikk szerkesztőit annak laptörténete sorolja fel. Ez a jelzés csupán a megfogalmazás eredetét és a szerzői jogokat jelzi, nem szolgál a cikkben szereplő információk forrásmegjelöléseként.